# Claudi Lamoral II de Thurn i Taxis
Claudi Lamoral II de Thurn i Taxis, Lamoral Claudius Franz von Thurn und Taxis en alemany (Brussel·les, 1621 - Anvers, el 13 de setembre de 1676) va ser un noble d'una família d'origen alemany instal·lada als Països Baixos, fill del comte de Taxis Lleonard II (1594-1628) i d'Alexandra Rye de Varax (1589-1666), batejat el 14 de febrer.

## Biografia
Després de la inesperada mort del seu pare, el 1628, la seva mare es va fer càrrec, en nom de l'Imperi, del servei postal als Països Baxos sota domini espanyol, fins a la seva majoria d'edat. Al final de la Guerra dels Trenta Anys, durant les negociacions de pau a Osnabruck i Munster, va organitzar els serveis postals de Detmold i Osnabrück, amb potestat per a crear noves rutes postals arreu de l'Imperi. A partir de 1650 adopta el nom de Thurn i Taxis, en adquirir els dominis de la família de Thurn, un canvi reconegut primer pel rei Felip IV de Castella i després de l'emperador Ferran III.

## Matrimoni i fills
El 6 de febrer de 1650 es va casar amb la comtessa Anna Francesca de Horn (1629-1693), filla de Felip Lamoral de Horn-Houtekerke (1602-1654) i de Dorotea Joana d'Arenberg (1601-1665). Fruit d'aquest matrimoni nasqueren:
- Felip Leopold (1650-1657)
- Eugeni Alexandre (1652-1714), casat amb la princesa Anna Adelaida de Fürstenberg-Heiligenberg (1659-1701)
- Inigo Lamoral (1653-1713), casat amb Maria Clàudia Walburg de Nordendorf
- Francesc Segimon (1655-1710), casat amb Anna Hyazinthe d'Ursel
- Un fill nascut mort el (1656)
- Genoveva Ernestina (1657-1686), casada amb Martín Gutierrez de los Rios
- Antoni Alexandre (1662-1683)
- Elisabet Maria (1660-1671)
- Maria Teresa (1663-1673)